# (678191) 2017 OF69
(678191) 2017 OF69 — транснептуновый объект (крупный плутино, двигающийся в резонансе 2:3 с Нептуном, как Плутон), вероятно, являющийся карликовой планетой во внутренней части пояса Койпера.
Был открыт 26 июля 2017 года в созвездии Орла при блеске +20,3m американскими астрономами Д. Толеном, С. Шеппардом и Ч. Трухильо в обсерватории Мауна-Кеа на Гавайях, но об открытии объекта было объявлено только 31 мая 2018 года, поскольку орбита уточнялась по наблюдениям апреля и мая 2018 года, когда открытие было подтверждено наблюдениями на 4,3-метровом телескопе DCT (Discovery Channel Telescope) в Аризоне и на 6,5-метровых Магеллановых телескопах в Чили.

## Описание
2017 OF69 является очень крупным объектом (примерно 380—680 км в диаметре), пятым по размеру плутино в Солнечной системе после Плутона, Орка, Ахлис и Иксиона, а также крупнейшим открытым объектом после Орка, обнаруженного в 2004 году. Его орбита полностью находится за орбитой Нептуна — на расстоянии 31,4–47,8  а.е.
Точно не известно, почему ни в одном обзоре ранее данный объект не был обнаружен, поскольку он не находится в зоне избегания, а также не является настолько южным, чтобы быть недоступным для обзоров в северном полушарии, поскольку сейчас находится в 5-6 градусах южнее небесного экватора. Маловероятно, чтобы объект, похожий по размерам на 2017 OF69, долгое время оставался неоткрытым в области плутино.
Данная малая планета пока не получила своего названия.